# Camellia japonica
Camellia japonica é uma espécie da família Theaceae, a qual é popularmente conhecida como camélia. É um arbusto ou árvore pequena, nativa das florestas do sul do Japão, de folhagem densa, escura e lustrosa. Suas folhas são elípticas, denteadas, coriáceas e cerosas, com pecíolos bem curtos. As flores são solitárias ou agrupadas nas axilas das folhas, sem perfume. Estas flores são grandes, com 6 ou mais pétalas com cores que variam do branco ao vermelho, podendo incluir manchas, matizes e pintas. Os estames são agrupados em uma coluna que permanece unida até certa altura. O pistilo possui três estigmas. Os frutos são cápsulas secas e esféricas do tamanho de ameixas, com três sementes globosas de cor bruna. Também pode ser diferenciada das outras espécies por certos caracteres anatômicos.
A camélia pode ser cultivada em solos ácidos, férteis e bem irrigados, à meia-sombra. As diferentes variedades toleram climas tão quentes quanto no Rio de Janeiro, ou frios como o sul da Europa (onde a Itália destaca-se como um dos grandes países produtores de variedades de camélias), onde toleram neves no inverno. Em climas temperados, floresce durante a primavera, mas em climas quentes e úmidos, pode florir o ano todo.
Esta não é a única espécie conhecida simplesmente como camélia, mas definitivamente é a mais popular. Há uma estimativa de 3000 variedades desta mesma espécie, e outros tantos híbridos entre esta e outras espécies do mesmo gênero. É a flor inspiradora do romance A Dama das Camélias, de Alexandre Dumas Filho.
- Commons
- Wikispecies